# Thymen

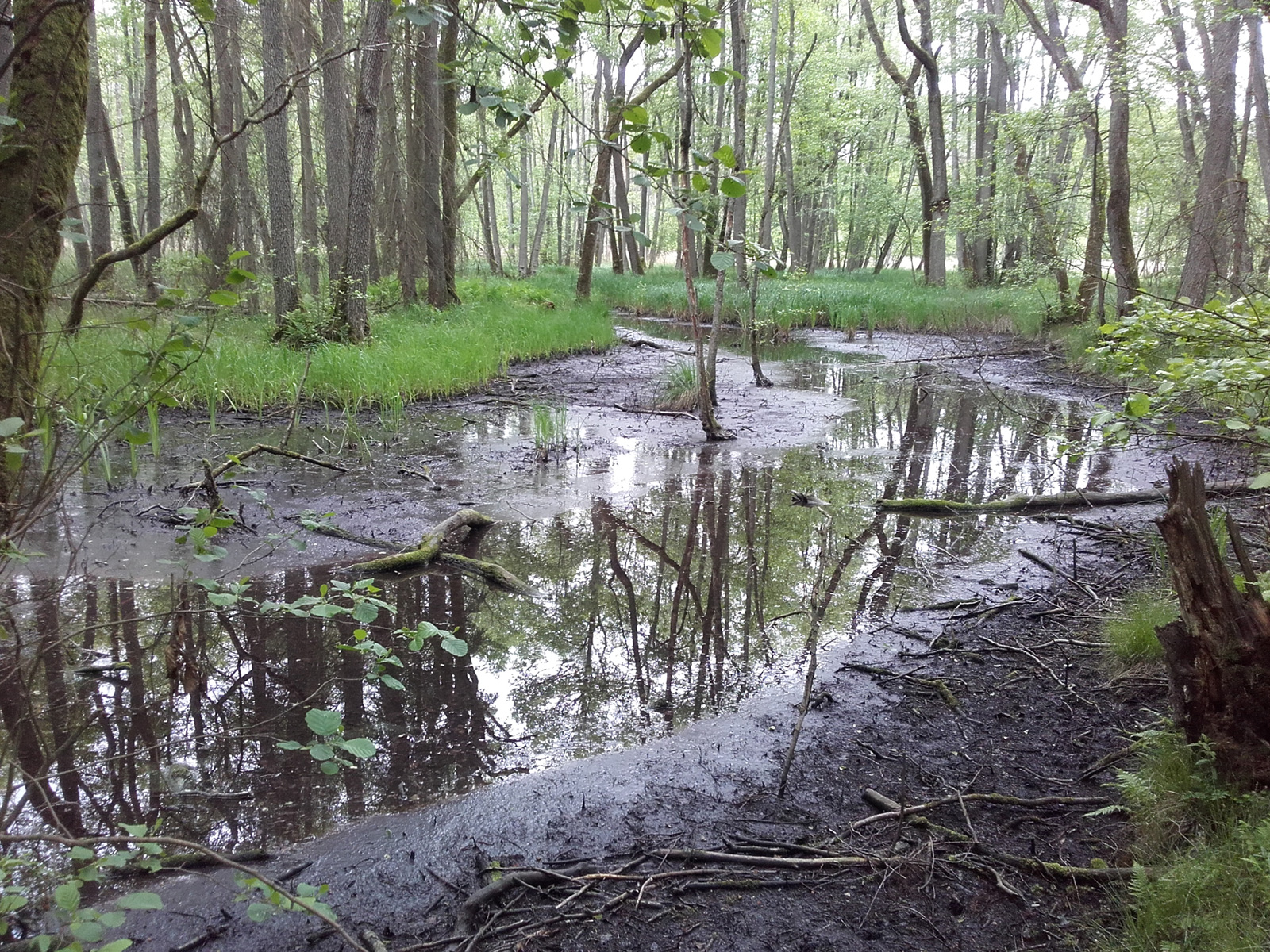
Naturschutzgebiet Thymen

Das Naturschutzgebiet Thymen liegt auf dem Gebiet der Stadt Fürstenberg/Havel im Landkreis Oberhavel in Brandenburg.
Das Gebiet mit der Kenn-Nummer 1021 wurde mit Verordnung vom 16. August 2012 unter Naturschutz gestellt. Das 810 ha große Naturschutzgebiet, in dem der 111 ha große Thymensee liegt, erstreckt sich nördlich der Kernstadt von Fürstenberg/Havel. Am westlichen Rand verläuft die B 96 und am nördlichen Rand die Landesgrenze zu Mecklenburg-Vorpommern.